# Sharon Osbourne
Sharon Rachel Osbourne (nhũ danh: Levy; sinh ngày 9/10/1952) là MC, bà bầu quản lý và doanh nhân người Anh Quốc. Bà là vợ của ca sĩ Ozzy Osbourne.